# Тверська картинна галерея
Тверська картинна галерея(рос. Тверская картинная галерея) — картинна галерея і музей декоративно-ужиткового мистецтва в місті Твер.

## Історія створення
Накопиченню творів мистецтва в тверському краї сприяло декілька обставин — побудова церков, виникнення дворянських садиб в 18 столітті і створення резиденції тверського губернатора в місті Твер. Важлива зупинка царських кортежів з Петербургу у Москву в Твері примусила створити тут палацово-парковий ансамбль. На початку 19 століття імператорський Подорожній палац перебудовано, збільшено в розмірах і перетворено на резиденцію губернатора.
Ідеї просвітництва вплинули на місцеве дворянство. Вже 1866 року в місті створено невеличкий історико-археологічний музей, один з перших в провінційній Росії. Музей створено за підтримки губернського статистичного комітету та губернатора П. Р. Багратіона, поета Ф. Н. Глинки, науковця Н. І. Рубцова. Після більшовицького перевороту 1917 р. і ліквідації дворянських садиб в краї, картини, ікони і речі з поруйнованих церков і садиб перевезли в музей. 1937 року постановою з Москви — картинна галерея стала самостійним музейним закладом.

## Відділи
- ікони
- церковні фрески, зняті зі стін сакральних споруд
- живопис Росії 18-20 ст. і скульптура
- західноєвропейський живопис
- російська графіка
- декоративно-ужиткове мистецтво ( історичні меблі, фаянс, порцеляна, художнє скло )

## Церковні фрески
Цікавими зразками монументального живопису тверського краю стали фрески, зняті зі стін церкви 15 століття Різдва Богородиці села Городня, Воскресенського собору Оршина монастиря 1567 року. Не стали в заваді науковцям і при розкопках 1967 року - сміття 18 століття, де були знайдені фрагменти фрески «Св. Микола Мирликійський» ( фреску схильні відносити до 15 століття ).

## Збірка західноєвропейського живопису

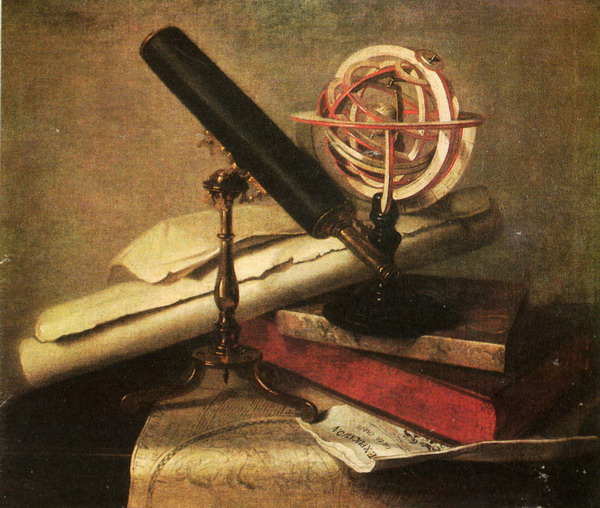
Філіп де Ла Гір. Натюрморт «Астрономічні прилади». Кінець 17 ст.

Збірка комплектована з випадкових робіт, звезених з поруйнованіх дворянських садиб і доповнена деякими придбаннями в комісійних магазинах Москви. Випадкове комплектування залишило значні лакуни в збірках, незважаючи на наявність цікавих, іноді дійсно рідкісних зразків. Зібрання має твори італійської, голландської, французької шкіл і різних стилів - маньєризму, реалізму, бароко, рококо.
Частка творів пізнього Відродження і маньєризму 16 століття відкриває експозицію ( анонім « Різдво Христове», анонім «Юдиф з мечем в наметі Олоферна» венеційської школи ). Полотно « Смерть Архімеда » належить генуезцю Джованні Баттіста Ланджетті ( 1625-1676 ), що працював в Венеції. Декілька картин демонструють досягнення провінційних майстрів в жанрі ведута (венеційці Франческо Батальолі «Архітектурний пейзаж», Ф. Цуньо «Руїни амфітеатру», римський художник Д.-Б. Коломбо «Пейзаж з руїнами», «Італійська таверна», італійський митець 19 ст. Джачинто Джиганте «Амальфі» ).
Серед голландських і фламандських митців -
- Саломон де Брай « Вигнання Агарі з дитиною», датовану 1656 роком.
- Йоост Корнеліс Дрохслот « Селянське свято»
- Флорис Геррітс ван Схотен «Кухня»
- Абрахам Говартс « Пейзаж з фігурами»
- Анран ван Остаде «Жанрова сцена»
- Ніколас Корнеліс Муйарт « Геракл пасе стадо фіванського царя Амфітріона»

## Рідкісні твори

Італійський анонім 17 ст. «Іван Хреститель», 1624 р.

Коло цих картин ретельно досліджують і через їх значну мистецьку вартість, і через несподіванки атрибуцій. Типовий зразок караваджизму - велике за розмірами полотно ( 154 на 118 см ) на релігйну тематику «Іван Хреститель в пустелі » з річковим пейзажем на тлі, датоване 1624 роком. На картині є лише монограма - PMF.
Велич і гордовита суворість притаманні рідкісному для провінційних музеїв портрету невідомого поета в лавровому вінку. Полотно відносять до іспанської ( Неаполітанської ?) школи 17 століття.
Більша різноманітність притаманна картинам Франції. Грайливим рококо віє від картини «Зефір і Флора», яка виявилася оригіналом француза 18 століття Жана-Франсуа де Труа ( 1679-1752 ).
Унікальним на теренах Росії є полотно «Астрономічні прилади». Його автор - француз Філіп де ла Гір ( 1640-1719 ), що був сином художника, а став науковцем-астрономом. Лише в ранні роки він займався живописом, про що свідчить і цей рідкісний натюрморт з науковими приладами. Серед інших митців франції в музейній збірці -
- Антуан Куапель «Вакх і Аріадна»
- Луї Мішель Ванлоо «Молода пані з голубами»
- Клод Жозеф Верне «Озеро»
- Мартин Дроллінг старший «Портрет математика Шарля Боссю»

## Живопис російських художників 18-19 ст.

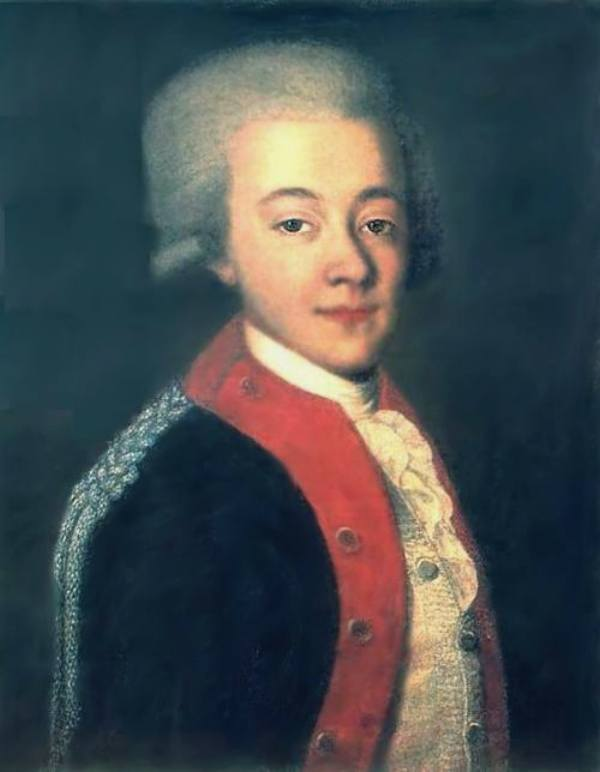
Федір Рокотов, «Портрет невідомого», 18 століття

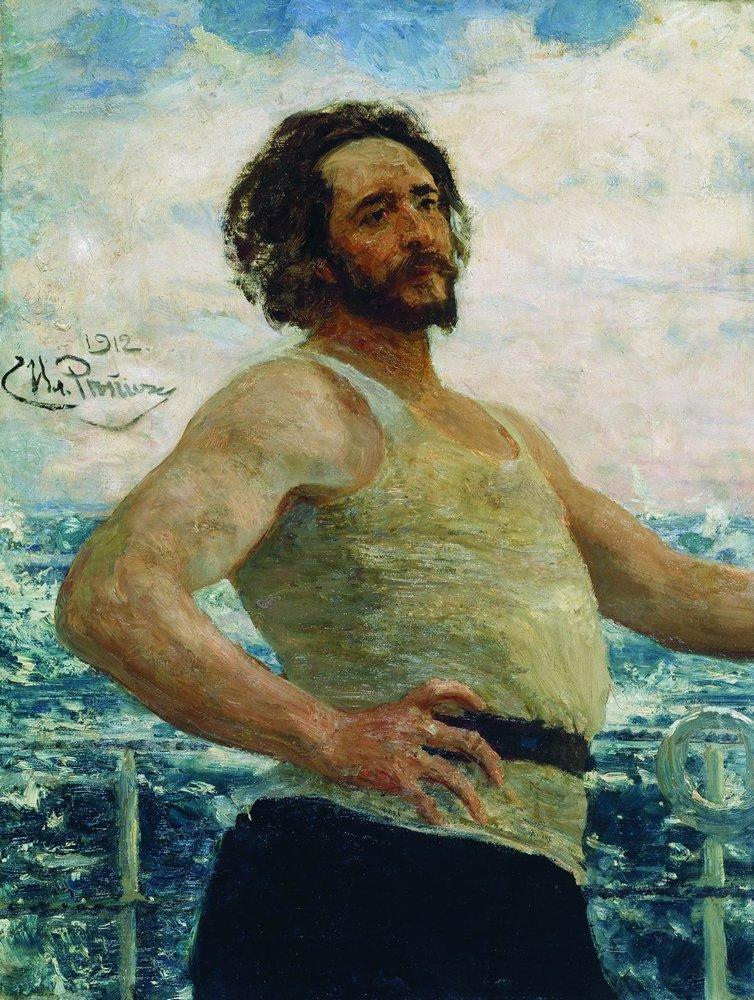
Ілля Рєпін, «Портрет письменника Леоніда Андрєєва на яхті», 1912

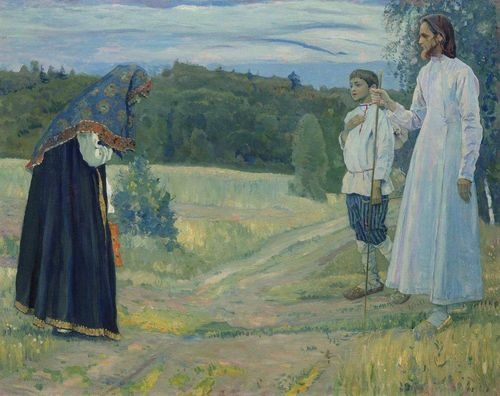
Михайло Нестеров, «Подорожній», 1921

Невеличку, але цікаву групу складають твори початку 18 ст. світського напрямку. Їх коріння веде в кінець 17 століття, коли провінційні художники-іноземці малювали царські персони («Портрет цариці Наталі Кирилівни Наришкіної», «Портрет цариці Марфи Романової»). Доба Петра І представлена «Портретом Гаврили Івановича Давидова, старицького поміщика, ветерана петровської армії», «Портретом Катерини І, дружини царя», дитячим портретом А. Паніної, датованим 1715 роком.
Серед майстрів середини і кінця 18 століття —
- Олексій Антропов
- Федір Рокотов
- Іван Вишняков
- Володимир Боровиковський

В розділі 19 століття — 
- Василь Тропінін
- Ілля Рєпін
- Василь Суриков
- Іван Шишкін
- Олексій Саврасов
- Архип Куїнджі
- Ісаак Левітан
- Василь Полєнов
- Костянтин Коровін
- Євген Лансере
- Ілля Машков
- Борис Кустодієв та ін.

В розділі радянського періоду 
- Олександр Дейнека
- Сергій Герасимов
- Олександр Дубов
- Дмитро Жилінський
- Аристарх Лентулов
- Михайло Нестеров
- Георгій Нісський
- Аркадій Пластов
- Володимир Стожаров
- Ісаак Бродський